# کارول آمریکایی
کارول آمریکایی (انگلیسی: An American Carol) یک فیلم در سبک کمدی و نقیضه به کارگردانی دیوید زاکر است که در سال ۲۰۰۸ منتشر شد.

## بازیگران
- کوین فارلی
- کلسی گرمر
- جان ویت
- دنیس هاپر
- لسلی نیلسن
- جیلیان مورای
- سامی شیخ
- کریستوفر مک‌دونالد
- زکری لی‌وای
- پاریس هیلتون
- رابرت داوی
- نیکی دیلچ
- جفری آرند
- جیمز وودز
- کوین سوربو
- لورن لی اسمیت
- تراویس شولت
- آتیکوس شفر
- تریس ادکینز
- مایکل هیگینز
- ماری هارت